# Carole de Sydrac
 (octobre 2017).
Si vous disposez d'ouvrages ou d'articles de référence ou si vous connaissez des sites web de qualité traitant du thème abordé ici, merci de compléter l'article en donnant les références utiles à sa vérifiabilité et en les liant à la section « Notes et références ».
Carole de Sydrac est une romancière française née en 1951 à Paris où elle a vécu longtemps avant de circuler, ces dernières années, entre Lille, Dijon, Metz et Strasbourg. Elle vit à Dijon actuellement[Quand ?].
Après avoir été traductrice-interprète trilingue, assistante sociale, directrice d’association pour le logement des personnes âgées, elle se consacre à l’écriture littéraire depuis 1992.

## Romans publiés
- La Sœur perdue du moine Philibert[1], La Bartavelle Éditeur, 1996
- Tour-épurator[2], La Bartavelle Éditeur, 1997
- Ciconia-Ciconia[3], La Bartavelle Éditeur, 2000
- D’arches et d’alliances, La Bartavelle Éditeur, 2002

## Genre des romans
Les romans de Carole de Sydrac allient humour et suspens, tout en offrant une réelle exigence littéraire et une réflexion culturelle, ainsi qu’un sens aigu du tragique derrière une ironie souvent très acide.